# Équipe cycliste Gerolsteiner
L'équipe cycliste Gerolsteiner est une ancienne équipe allemande de cyclisme professionnel sur route. Créée en 1998, elle a évolué en GSI (première division) à partir de 2002, puis a participé au ProTour à partir de 2005. Dirigée par Hans-Michael Holczer, elle a notamment compté dans ses rangs l'Italien Davide Rebellin (2002-2008), auteur du triplé Amstel Gold Race-Flèche wallonne-Liège-Bastogne-Liège en 2004 et vainqueur de Paris-Nice 2008, l'Américain Levi Leipheimer (2005-2006), lauréat du Tour d'Allemagne 2005 et du Critérium du Dauphiné libéré 2006, et l'Allemand Stefan Schumacher, qui a remporté l'Amstel Gold Race 2007. Gerolsteiner a également remporté le championnat d'Allemagne sur route en 2007 et 2008 avec Fabian Wegmann, et le championnat d'Allemagne du contre-la-montre en 2000, puis cinq fois consécutives de 2002 à 2006 avec Uwe Peschel, Michael Rich et Sebastian Lang.
L'équipe a disparu à la fin de l'année 2008 faute de nouveau sponsor, après une saison marquée par les contrôles positifs à l'EPO de ses leaders Stefan Schumacher et Bernhard Kohl lors du Tour de France.

## Histoire de l'équipe
L'équipe est fondée en 1998 par Dieter Koslar. En 1999, l'équipe est complètement restructurée et est confiée à Hans-Michael Holczer. Seuls trois coureurs de l'équipe de 1998 intègrent l'effectif 1999 : René Haselbacher, Sascha Henrix et Peter Wrolich.
L'équipe Gerolsteiner rejoint la première division du cyclisme international en 2002, notamment grâce à la venue de Georg Totschnig et de Davide Rebellin. Gerolsteiner participe pour la première fois au Tour de France en 2003.
En 2005, l'équipe Gerolsteiner intègre le circuit ProTour.
Le sponsor Gerolsteiner se retire des pelotons à l'issue de la saison 2008, tout comme l'équipe qui n'a pas retrouvé de repreneur. Le 13 octobre 2008 le manager de l'équipe, Hans-Michael Holczer, annonce le retrait immédiat de sa formation de toute compétition après la révélation du dopage à l'EPO du coureur Bernhard Kohl, maillot à pois et troisième du Tour de France 2008. L'équipe avait déjà été touché le 6 octobre 2008 par la révélation du cas de dopage de Stefan Schumacher, compagnon de chambre de Bernhard Kohl et vainqueur de deux étapes lors de ce même tour.
Le 29 mars 2013, Stephan Shumacher avoue s'être dopé durant sa carrière. Il met en cause l'encadrement de Gerolsteiner qui avait selon lui connaissance de ses pratiques. Il affirme : « je n'ai vécu un tel laxisme par rapport aux médicaments que chez Gerolsteiner,. »

## Sponsor
Gerolsteiner : Gerolsteiner Brunnen (de) leader pour l'eau embouteillée en Allemagne

## Principales victoires

### Classiques
- Flèche wallonne : Davide Rebellin (2004 et 2007)
- Liège-Bastogne-Liège : Davide Rebellin (2004)
- Amstel Gold Race : Davide Rebellin (2004) et Stefan Schumacher (2007)

### Courses par étapes
- Paris-Nice : Davide Rebellin (2008)

## Résultats sur les grands tours
| - Tour de France - 6 participations (2003, 2004, 2005, 2006, 2007, 2008) - 1 victoire d'étape - 1 en 2005 : Georg Totschnig - Meilleure place : - 2004 : Georg Totschnig (7e) | - Tour d'Italie - 7 participations (2002, 2003, 2004, 2005, 2006, 2007, 2008) - 4 victoires d'étapes - 3 en 2006 : Stefan Schumacher (2), Robert Förster - 1 en 2007 : Robert Förster - Meilleure place : - 2003 : Georg Totschnig (5e) | - Tour d'Espagne - 4 participations (2005, 2006, 2007, 2008) - 2 victoires d'étapes - 1 en 2005 : Heinrich Haussler - 1 en 2006 : Robert Förster - Meilleure place : - 2008 : Oliver Zaugg (11e) |

## Classements UCI
En 1998, les équipes cyclistes sont classées par l'UCI dans une division unique. En 1999 le classement UCI par équipes est divisé entre GSI, GSII et GSIII. D'abord classée parmi les Groupes Sportifs II, soit la deuxième division des équipes cyclistes professionnelles, l'équipe Gerolsteiner accède au niveau supérieur  en 2002. Les classements détaillés ci-dessous pour cette période sont ceux de la formation Gerolsteiner en fin de saison. Les coureurs demeurent en revanche dans un classement unique.
| Saison | Classement par équipes | Meilleur coureur au classement individuel |
| ------ | ---------------------- | ----------------------------------------- |
| 1998   | 44e                    | Andreas Kappes (339e)                     |
| 1999   | 12e (GSII)             | Michael Rich (184e)                       |
| 2000   | 10e (GSII)             | Michael Rich (98e)                        |
| 2001   | 7e (GSII)              | Georg Totschnig (135e)                    |
| 2002   | 11e                    | Davide Rebellin (9e)                      |
| 2003   | 6e                     | Davide Rebellin (5e)                      |
| 2004   | 3e                     | Davide Rebellin (6e)                      |

À compter de 2005, l'équipe Gerolsteiner intègre le ProTour. Le tableau ci-dessous présente les classements de l'équipe sur ce circuit, ainsi que son meilleur coureur au classement individuel.
| Saison | Classement par équipes | Meilleur coureur au classement individuel |
| ------ | ---------------------- | ----------------------------------------- |
| 2005   | 6e                     | Davide Rebellin (3e)                      |
| 2006   | 6e                     | Stefan Schumacher (10e)                   |
| 2007   | 14e                    | Davide Rebellin (2e)                      |
| 2008   | 14e                    | Markus Fothen (69e)                       |

## Saisons précédentes
- Saison 2005
- Saison 2006
- Saison 2007
- Saison 2008